# Imperfekt
Imperfekt – czas przeszły prosty (niedokonany). Mówi o sytuacjach z przeszłości, które nie zostały jeszcze zakończone, lecz w przeciwieństwie do czasu Perfect nie odnosi się do teraźniejszości.

## Język polski
W języku polskim czas ten odmienia się nie tylko przez liczby i osoby, lecz również przez rodzaje. Pierwsza i druga osoba liczby pojedynczej zmienia swój rodzaj poprzez zamianę w końcówce „e” (rodzaj męski) (końcówka -em), na „a” (rodzaj żeński) – wychodzi wtedy -am, np. Ja robiłem > Ja robiłam. Trzecia osoba liczby pojedynczej ma podobną budowę i zawiera dodatkowo rodzaj nijaki. Rodzaj męski zakończony jest spółgłoską „-ł”; do stworzenia rodzaju żeńskiego należy dodać głoskę „a” (wychodzi -ła), zaś by stworzyć rodzaj nijaki, należy dodać głoskę „o” (wychodzi -ło), np. On robił > Ona robiła > Ono robiło. W liczbie mnogiej pierwsza osoba w rodzaju męskim ma zakończenie „-liśmy”, w drugiej osobie natomiast przyjmje zakończenie „-liście”. Aby stworzyć rodzaj żeński, należy w obydwóch osobach zamienić „l” na „ł” oraz „i” na „y”, np. My robiliśmy > My robiłyśmy, Wy robiliście > Wy robiłyście. W liczbie mnogiej trzecia osoba nie zawiera rodzaju nijakiego i budowę ma podobną jak do pierwszej i drugiej osoby liczby mnogiej – rodzaj męski zakończony jest na „-li”, zaś żeński na „-ły”, np. Oni robili > One robiły. Czasowniki jednosylabowe, mające ostatnią samogłoskę „e” w przyjmują formę „a”. Wyjątkiem są pierwsza i druga osoba liczby mnogiej, gdzie głoska się nie zmienia i zostaje „a” – przykładem może być czasownik „mieć”:
| Liczba pojedyncza | Liczba mnoga           |
| ----------------- | ---------------------- |
| Ja miałem/miałam  | My mieliśmy/miałyśmy   |
| Ty miałeś/miałaś  | Wy mieliście/miałyście |
| On miał           | Oni mieli              |
| Ona miała         | One miały              |
| Ono miało         | –                      |

## Język angielski
W języku angielskim odpowiednikiem tego czasu jest angielski Past Continuous. Ma nieskomplikowaną budowę, ponieważ wystarczy wskazać wykonawcę (podmiot) + dodać czasownik posiłkowy „być” (to be) oraz czasownik z końcówką „-ing”, np. I was doing („Ja robiłem/robiłam”)

## Język niemiecki
W języku niemieckim Imperfekt (Präteritum) jest czasem przeszłym prostym i używany jest przede wszystkim w opowiadaniach, relacjach i opisach. Nie należy traktować czasu Imperfekt jako czasu niedokonanego, ponieważ wyraża on także czynności już dokonane.
Imperfekt czasowników słabych (regularnych) powstaje poprzez dodanie do tematu czasownika przyrostka -te- oraz końcówki odmiany czasu teraźniejszego, oprócz trzeciej i pierwszej osoby liczby pojedynczej, charakteryzujących się zerową końcówką fleksyjną. Do czasowników o temacie zakończonym na -t, -d lub grupą spółgłoskową zakończoną na -m, -n dodaje się samogłoskę -e przed przyrostkiem. Przykład użycia czasownika machen:
| Singular           | Plural           |
| ------------------ | ---------------- |
| ich machte         | wir machten      |
| du machtest        | ihr machtet      |
| er, sie, es machte | sie, Sie machten |

Czasowniki mocne mają w czasie Imperfekt nieregularny, oboczny temat, do którego dołączane są końcówki fleksyjne, jak w przypadku czasowników regularnych.
Przykład odmiany czasownika fahren („jechać”):
| Singular         | Plural          |
| ---------------- | --------------- |
| ich fuhr         | wir fuhren      |
| du fuhrst        | ihr fuhrt       |
| er, sie, es fuhr | sie, Sie fuhren |